# Richard Brooke Garnett
Richard Brooke Garnett, ameriški general, * 21. november 1817, okrožje Essex, Virginija, † 3. julij 1863, Gettysburg, Pensilvanija.